# Абушек Павло Захарович
А́бушек Павло́ Заха́рович (17 червня 1918, село Понурівка, Брянська область — 15 лютого 1983, місто Іжевськ) — організатор виробництва на Іжевському машинобудівному заводі.
Герой Соціалістичної Праці (1961), учасник радянсько-фінської війни 1939—1940 років, оборони Києва (1941). В серпні 1941 року разом із заводом був евакуйований до міста Іжевська, працював на мотозаводі (1941-1978) токарем, змінним майстром, старшим майстром. Зробив внесок у створення та впровадження серійного випуску складних приладів для космічних апаратів. Нагороджений Орденом Леніна (1961), медалями.